# André Brasseur
Pour les articles homonymes, voir Brasseur.
André Brasseur, né à Ham-sur-Sambre le 11 décembre 1939, est un claviériste et organiste belge.

## Notice biographique
André Brasseur naît à Ham-sur-Sambre en 1939[réf. nécessaire]. Après avoir sorti plusieurs singles dans son pays natal, les titres The Kid/Holiday sortirent sous le label CBS au Royaume-uni. Sans se classer dans le pays, The Kid devient célèbre quand Noel Edmonds, animateur de radio, l'utilise comme générique de son émission de Radio 1 le morceau Holiday. À la même époque Radio Veronica, station radio néerlandaise pirate, le présentateur DJ Lex Harding utilise à son tour The Kid comme générique de son émission en radio. Brasseur s'est également rendu célèbre avec un hit de l'année 1965 Early Bird Satellite, intitulé d’après le satellite Intelsat I (6 millions de copies se sont vendues à travers le monde). En 1968, il co-écrit la bande originale du film Cash? Cash! avec Roger Morès. Son single Waiting For You en 1969 fut utilisé comme générique de l'émission télévisée Indoor League, diffusée sur Yorkshire Television. Il a joué avec James Brown, Claude François et Vaya Con Dios. En 2005, lorsque Ricky Fox s’occupe de Contact+, une des radios du Groupe Contact, il inclut André Brasseur dans sa programmation ; le musicien reprendra ses tournées quelques années plus tard, alors qu'il avait arrêté ses concerts. Début 2021, en plus de son album, Gravity Noir sort une nouvelle version single de All Night Long en hommage à André Brasseur, et plus précisément pour son utilisation spécifique de l'orgue Hammond.
André Brasseur est le père de deux enfants : Jean-Pierre et Patrick Brasseur.[réf. nécessaire]